# Renodes eupithecioides
Renodes eupithecioides är en fjärilsart som beskrevs av Walker 1858 och som ingår i släktet Renodes. Inga underarter finns listade.